# Hanmya-jima
Hanmya-jima (japanisch ハンミャ島) oder auch Hamiya-jima (ハミヤ島) ist eine unbewohnte Insel der Amami-Gruppe. Sie gehört administrativ zur Stadt Setouchi im Landkreis Ōshima der Präfektur Kagoshima.
Hanmya-jima liegt zwei Kilometer vor dem Hafen Yoro zwischen den größeren, bewohnten Inseln Yoroshima und Ukeshima. Sie hat eine in etwa Südwest-Nordost-Richtung gestreckte Form. Ihre Fläche beträgt 13 Hektar und der Umfang 1,9 km. Die höchste Erhebung erreicht eine Höhe von 77 m. Auf der Ostseite befindet sich eine Klippe, während es auf der Westseite einen Sandstrand gibt, der Fukiage-Strand (吹上浜) genannt wird.
Die Insel ist ein Nistplatz für Seevögel wie den Weißgesicht-Sturmtaucher (Calonectris leucomelas), eine Sturmvogelart, und Meeresschildkröten.